# Аттіла де Карвальйо
Аттіла де Карвальйо (порт. Áttila de Carvalho, 16 грудня 1910, Ріо-де-Жанейро — дата смерті невідома) — бразильський футболіст, що грав на позиції нападника, зокрема, за клуби «Америка» та «Ботафогу», а також національну збірну Бразилії.
Триразовий переможець Ліги Каріока. 

## Клубна кар'єра
У футболі дебютував 1928 року виступами за команду «Америка» з Ріо-де-Жанейро, в якій провів чотири сезони. 
Своєю грою за цю команду привернув увагу представників тренерського штабу клубу «Ботафогу», до складу якого приєднався 1933 року. Відіграв за команду з Ріо-де-Жанейро наступний сезон своєї ігрової кар'єри.
З 1936 по 1937 рік виступав в Італії за Падову.
Завершив професійну ігрову кар'єру у клубі «Ботафогу», у складі якого вже виступав раніше. Прийшов до команди 1938 року, захищав її кольори до припинення виступів на професійному рівні у 1938.

## Виступи за збірну
Провів сім неофіційних матчів за національну збірну Бразилії.
Був присутній в заявці збірної на чемпіонаті світу 1934 року в Італії, але на поле не виходив.

## Титули і досягнення
- Переможець Ліги Каріока (3):

«Америка»: 1931
«Ботафогу»: 1933, 1934